# Кастелло-ди-Годего
Кастелло-ди-Годего (итал. Castello di Godego) — коммуна в Италии, располагается в провинции Тревизо области Венеция.
Население составляет 6329 человек, плотность населения составляет 372 чел./км². Занимает площадь 17 км². Почтовый индекс — 31030. Телефонный код — 0423.
В коммуне 8 сентября особо празднуется Рождество Пресвятой Богородицы.

## Города-побратимы
- Бовес, Италия
- Лабастид-Сен-Пьер, Франция